# Championnats d'Islande de cyclisme sur route
Les championnats d'Islande de cyclisme sur route sont organisés tous les ans.

## Hommes

### Podiums de la course en ligne

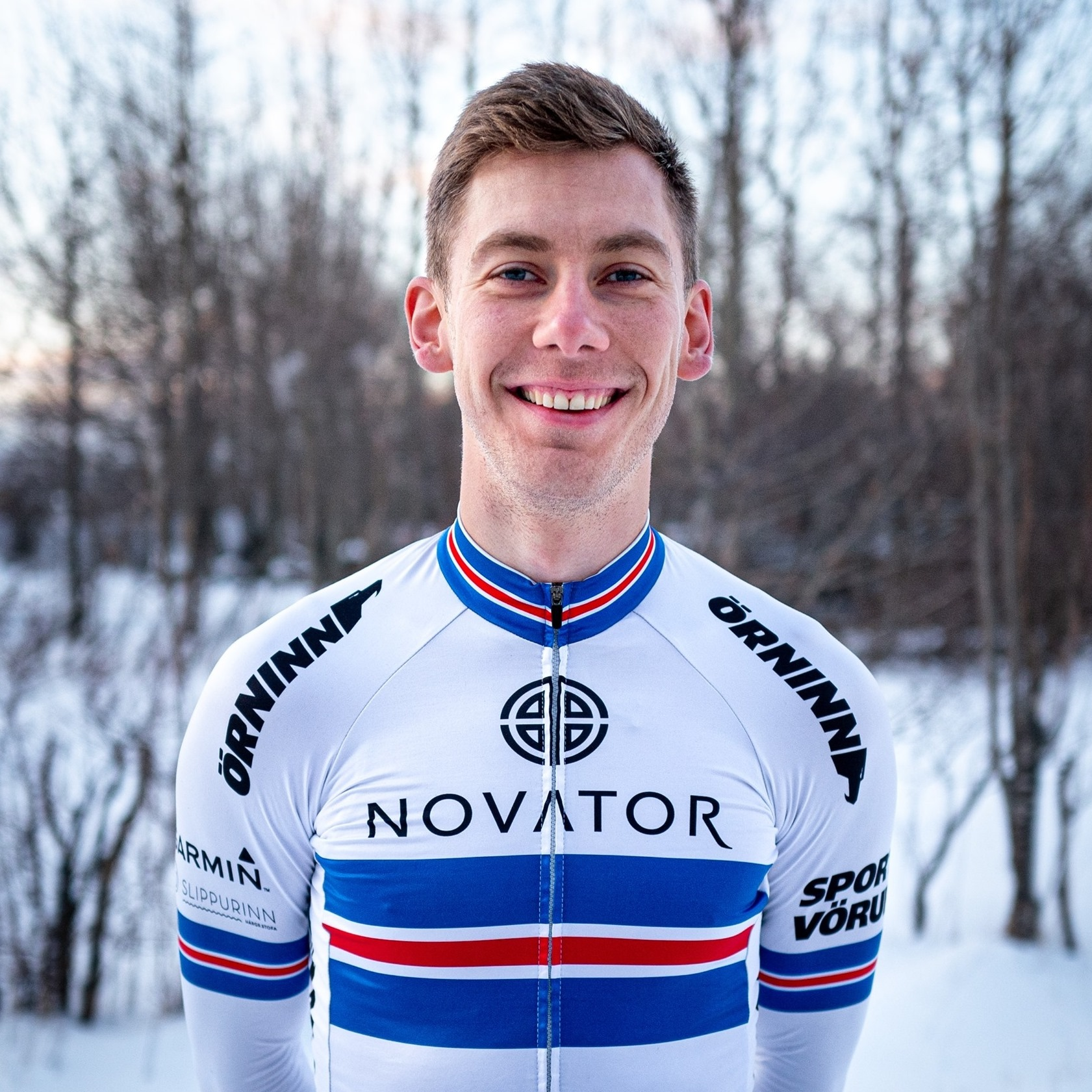
Ingvar Ómarsson, recordman du nombre de titres de champion d'Islande sur route, vêtu de son maillot de champion en 2021

| Année | Vainqueur               | Deuxième                | Troisième               |
| ----- | ----------------------- | ----------------------- | ----------------------- |
| 2008  | Hafsteinn Ægir Geirsson | Árni Már Jónsson        | Hákon Hrafn Sigurðsson  |
| 2009  | Hafsteinn Ægir Geirsson | David Thor Sigurôsson   | Pálmar Kristmundsson    |
| 2010  | David Thor Sigurôsson   | Hafsteinn Ægir Geirsson | Kári Brynjólfsson       |
| 2011  | Hafsteinn Ægir Geirsson | Kári Brynjólfsson       | Árni Már Jónsson        |
| 2012  | David Thor Sigurôsson   | Miroslaw Adam Zyrek     | Hafsteinn Ægir Geirsson |
| 2013  | Ingvar Ómarsson         | Hafsteinn Ægir Geirsson | Árni Már Jónsson        |
| 2014  | Ingvar Ómarsson         | Hafsteinn Ægir Geirsson | Óskar Ómarsson          |
| 2015  | Ingvar Ómarsson         | Miroslaw Adam Zyrek     | Óskar Ómarsson          |
| 2016  | Guômundur Guômundsson   | Rúnar Örn Ágústsson     | Rúnar Karl Elfarsson    |
| 2017  | Anton Örn Elfarsson     | Óskar Ómarsson          | Hafsteinn Ægir Geirsson |
| 2018  | Ingvar Ómarsson         | Hafsteinn Ægir Geirsson | Birkir Snaer Ingvason   |
| 2019  | Birkir Snaer Ingvason   | Ingvar Ómarsson         | Hafsteinn Ægir Geirsson |
| 2020  | Hafsteinn Ægir Geirsson | Birkir Snaer Ingvason   | Gudmundur Sveinsson     |
| 2021  | Ingvar Ómarsson         | Óskar Ómarsson          | Eyjólfur Guðgeirsson    |
| 2022  | Ingvar Ómarsson         | Hafsteinn Ægir Geirsson | Thorbergur Jónsson      |
| 2023  | Ingvar Ómarsson         | Kristinn Jónsson        | Hafsteinn Ægir Geirsson |
| 2024  | Kristinn Jónsson        | Hafsteinn Ægir Geirsson | Ingvar Ómarsson         |
| 2025  | Þorsteinn Bárðarson     | Davíð Jónsson           | Hafsteinn Ægir Geirsson |

Multi-titrés
- 7 : Ingvar Ómarsson
- 4 : Hafsteinn Ægir Geirsson
- 2 : David Thor Sigurôsson

### Podiums du contre-la-montre
| Année | Vainqueur                 | Deuxième                  | Troisième               |
| ----- | ------------------------- | ------------------------- | ----------------------- |
| 2007  | Haukur Jonsson            | Helgi Berg FriðÞjófsson   | Gretár Ólafsson         |
| 2008  | Hafsteinn Ægir Geirsson   | Gunnlaugur Jónasson       | Árni Már Jónsson        |
| 2009  | Hafsteinn Ægir Geirsson   | Gunnlaugur Jónasson       | Árni Már Jónsson        |
| 2010  | Gunnlaugur Jónasson       | Pétur Þór Ragnarsson      | Hafsteinn Ægir Geirsson |
| 2011  | Hafsteinn Ægir Geirsson   | Hákon Hrafn Sigurôsson    | Kári Brynjólfsson       |
| 2012  | Hákon Hrafn Sigurôsson    | Hafsteinn Ægir Geirsson   | Emil Tumi Víglundsson   |
| 2013  | Hafsteinn Ægir Geirsson   | Hákon Hrafn Sigurôsson    | Árni Már Jónsson        |
| 2014  | Hákon Hrafn Sigurôsson    | Hafsteinn Ægir Geirsson   | Ingvar Ómarsson         |
| 2015  | Hákon Hrafn Sigurôsson    | Bjarni Garðar Nicolaisson | Viðr Bragi þorsteinsson |
| 2016  | Bjarni Garôar Nicolaisson | Hákon Hrafn Sigurôsson    | Óskar Ómarsson          |
| 2017  | Hákon Hrafn Sigurôsson    | Rúnar Örn Ágústsson       | Hafsteinn Ægir Geirsson |
| 2018  | Rúnar Örn Ágústsson       | Ingvar Ómarsson           | Hafsteinn Ægir Geirsson |
| 2019  | Ingvar Ómarsson           | Rúnar Örn Ágústsson       | Hákon Hrafn Sigurôsson  |
| 2020  | Ingvar Ómarsson           | Rúnar Örn Ágústsson       | Hákon Hrafn Sigurôsson  |
| 2021  | Rúnar Örn Ágústsson       | Ingvar Ómarsson           | Hákon Hrafn Sigurôsson  |
| 2022  | Ingvar Ómarsson           | Eyjólfur Gudgeirsson      | Davíð Jónsson           |
| 2023  | Ingvar Ómarsson           | Kristinn Jónsson          | Hákon Hrafn Sigurôsson  |
| 2024  | Ingvar Ómarsson           | Davíð Jónsson             | Kristinn Jónsson        |
| 2025  | Ingvar Ómarsson           | Davíð Jónsson             | Þorsteinn Bárðarson     |

Multi-titrés
- 6 : Ingvar Ómarsson
- 4 : Hafsteinn Ægir Geirsson, Hákon Hrafn Sigurôsson
- 2 : Rúnar Örn Ágústsson

### Podiums du critérium
| Année | Vainqueur              | Deuxième                | Troisième               |
| ----- | ---------------------- | ----------------------- | ----------------------- |
| 2020  | Kristófer Gunnlaugsson | Hafsteinn Ægir Geirsson | Eyjólfur Guðgeirsson    |
| 2021  | Eyjólfur Guðgeirsson   | Óskar Ómarsson          | Hafsteinn Ægir Geirsson |
| 2022  | Ingvar Ómarsson        | Kristinn Jónsson        | Óskar Ómarsson          |

## Femmes

### Podiums de la course en ligne
| Année | Vainqueur                     | Deuxième                   | Troisième                     |
| ----- | ----------------------------- | -------------------------- | ----------------------------- |
| 2009  | Eva Margret Einarsdottir      | Bryndis Thorsteinsdottir   | Sigurbjörg Edvardsdottir      |
| 2010  | Asa Gudny Asgeirsdottir       | Eva Margret Einarsdottir   | Maria Ögn Gudmundsdottir      |
| 2011  | Karen Axelsdóttir             | Asa Gudny Asgeirsdottir    | Maria Ögn Gudmundsdottir      |
| 2012  | Birna Björnsdottir            | Maria Ögn Gudmundsdottir   | Asa Gudny Asgeirsdottir       |
| 2013  | Maria Ögn Gudmundsdottir      | Asa Gudny Asgeirsdottir    | Margrét Pálsdóttir            |
| 2015  | Björk Kristjansdottir         | Maria Ögn Gudmundsdottir   | Asa Gudny Asgeirsdottir       |
| 2016  | Evgenia Ilyinskaya            | Asa Gudny Asgeirsdottir    | Erla Sigurlaug Sigurdardottir |
| 2017  | Erla Sigurlaug Sigurdardottir | Asa Gudny Asgeirsdottir    | Agusta Edda Bjornsdóttir      |
| 2018  | Agusta Edda Bjornsdóttir      | Bríet Kristý Gunnarsdóttir | Kristrun Lilja Juliusdottir   |
| 2019  | Agusta Edda Bjornsdóttir      | Bríet Kristý Gunnarsdóttir | Hafdís Sigurðardóttir         |
| 2020  | Agusta Edda Bjornsdóttir      | Hafdís Sigurðardóttir      | Bríet Kristý Gunnarsdóttir    |
| 2022  | Hafdís Sigurðardóttir         | Agusta Edda Bjornsdóttir   | Silja Rúnarsdóttir            |
| 2023  | Hafdís Sigurðardóttir         | Silja Jóhannesdóttir       | Agusta Edda Bjornsdóttir      |
| 2024  | Hafdís Sigurðardóttir         | Silja Jóhannesdóttir       | Agusta Edda Bjornsdóttir      |

Multi-titrées
- 3 : Agusta Edda Bjornsdóttir

### Podiums du contre-la-montre
| Année | Vainqueur                 | Deuxième                   | Troisième                  |
| ----- | ------------------------- | -------------------------- | -------------------------- |
| 2009  | Karen Axelsdóttir         | Maria Ögn Gudmundsdottir   | Lára Bryndís Eggertsdóttir |
| 2010  | Asdis Kristjansdottir     | Maria Ögn Gudmundsdottir   | Asa Gudny Asgeirsdottir    |
| 2011  | Karen Axelsdóttir         | Maria Ögn Gudmundsdottir   | Asa Gudny Asgeirsdottir    |
| 2012  | Birna Björnsdottir        | Maria Ögn Gudmundsdottir   | Alma Maria Rögnvaldsdottir |
| 2013  | Birna Björnsdottir        | Maria Ögn Gudmundsdottir   | Alma Maria Rögnvaldsdottir |
| 2015  | Birna Björnsdottir        | Alma Maria Rögnvaldsdottir | Margrét Pálsdóttir         |
| 2016  | Birna Björnsdottir        | Margrét Pálsdóttir         | Björk Kristjansdottir      |
| 2017  | Agusta Edda Bjornsdóttir  | Rannveig Anna Guicharnaud  | Margrét Pálsdóttir         |
| 2018  | Rannveig Anna Guicharnaud | Agusta Edda Bjornsdóttir   | Kristin Edda Sveinsdottir  |
| 2019  | Agusta Edda Bjornsdóttir  | Rannveig Anna Guicharnaud  | Margrét Pálsdóttir         |
| 2020  | Agusta Edda Bjornsdóttir  | Rannveig Anna Guicharnaud  | Margrét Pálsdóttir         |
| 2021  | Agusta Edda Bjornsdóttir  | Margrét Pálsdóttir         | Rannveig Anna Guicharnaud  |
| 2022  | Hafdís Sigurðardóttir     | Silja Rúnarsdóttir         | Agusta Edda Bjornsdóttir   |
| 2023  | Hafdís Sigurðardóttir     | Kristin Edda Sveinsdottir  | Katrín Pálsdóttir          |
| 2024  | Hafdís Sigurðardóttir     | Bríet Kristý Gunnarsdóttir | Kristin Edda Sveinsdottir  |

Multi-titrées
- 4 : Birna Björnsdottir, Agusta Edda Bjornsdóttir
- 3 : Hafdís Sigurðardóttir
- 2 : Karen Axelsdóttir

## Espoirs Hommes

### Podiums de la course en ligne
| Année | Vainqueur                | Deuxième                   | Troisième                  |
| ----- | ------------------------ | -------------------------- | -------------------------- |
| 2017  | Heiðar Snær Rögnvaldsson |                            |                            |
| 2018  | Gústaf Darrasson         | Guðni Freyr Arnarsson      |                            |
| 2020  | Eyþór Eiriksson          | Kristinn Jónsson           | Sæmundur Guðmundsson       |
| 2021  | Kristinn Jónsson         | Matthías Schou Matthíasson | Davíð Jónsson              |
| 2022  | Eyþór Eiríksson          | Davíð Jónsson              | Matthías Schou Matthíasson |
| 2023  | Davíð Jónsson            | Breki Gunnarsson           | Þorbjörn Bragi Jónsson     |
| 2024  | Davíð Jónsson            | Breki Gunnarsson           | Björgvin Haukur Bjarnason  |
| 2025  | Davíð Jónsson            | Breki Gunnarsson           | Daníel Freyr Steinarsson   |

Multi-titrés
- 3 : Davíð Jónsson

### Podiums du contre-la-montre
| Année | Vainqueur            | Deuxième               | Troisième |
| ----- | -------------------- | ---------------------- | --------- |
| 2020  | Sæmundur Guðmundsson |                        |           |
| 2021  | Kristinn Jónsson     | Jóhann Dagur Bjarnason |           |
| 2023  | Davíð Jónsson        | Breki Gunnarsson       |           |
| 2024  | Davíð Jónsson        | Breki Gunnarsson       |           |
| 2025  | Breki Gunnarsson     |                        |           |

Multi-titrés
- 2 : Davíð Jónsson

## Juniors Hommes

### Podiums de la course en ligne
| Année | Vainqueur                  | Deuxième                  | Troisième                 |
| ----- | -------------------------- | ------------------------- | ------------------------- |
| 2017  | Sæmundur Guðmundsson       | Kristinn Jónsson          | Sólon Nói Sindrason       |
| 2019  | Matthías Schou Matthíasson | Davíð Jónsson             | Kristmundur Ómar Ingvason |
| 2020  | Jóhann Dagur Bjarnason     | Kristmundur Ómar Ingvason |                           |
| 2021  | Kristmundur Ómar Ingvason  |                           |                           |
| 2023  | Tómas Björgvinsson Rist    |                           |                           |
| 2024  | Brynjar Logi Friðriksson   | Róbert Ægir Friðbertsson  |                           |
| 2025  | Sólon Kári Sölvason        | Einar Valur Bjarnason     | Róbert Ægir Friðbertsson  |

### Podiums du contre-la-montre
| Année | Vainqueur                | Deuxième                   | Troisième             |
| ----- | ------------------------ | -------------------------- | --------------------- |
| 2017  | Sæmundur Guðmundsson     | Gústaf Darrason            |                       |
| 2018  | Sæmundur Guðmundsson     | Gústaf Darrason            |                       |
| 2019  | Eyþór Eiríksson          | Jóhann Dagur Bjarnason     |                       |
| 2020  | Jóhann Dagur Bjarnason   | Kristmundur Ómar Ingvason  |                       |
| 2021  | Davíð Jónsson            | Matthías Schou Matthíasson |                       |
| 2023  | Daníel Freyr Steinarsson | Tómas Rist Björgvinsson    | Ísak Steinn Davíðsson |
| 2024  | Róbert Ægir Friðbertsson |                            |                       |
| 2025  | Sólon Kári Sölvason      | Róbert Ægir Friðbertsson   | Einar Valur Bjarnason |

Multi-titrés
- 2 : Sæmundur Guðmundsson